# Egil Søby
Egil Søby   (Tønsberg, 25 de novembre de 1945) és un piragüista noruec, aj retirat, que va competir durant les dècades de 1960 i 1970.
El 1968 va prendre part en els Jocs Olímpics d'Estiu de Ciutat de Mèxic, on va guanyar la medalla d'or en la prova del K-4 1.000 metres del programa de piragüisme. Formà equip amb Steinar Amundsen, Tore Berger i Jan Johansen. Quatre anys més tard, als Jocs de Múnic, guanyà la medalla de bronze en la mateixa prova i amb el mateix equip.
En el seu palmarès també destaquen tres medalles al Campionat del Món de piragüisme en aigües tranquil·les, una d'or i dues de plata, i tres medalles al Campionat d'Europa, una d'or, una de plata i una de bronze.
Søby també va guanyar set campionats nòrdics i 47 títols noruecs entre 1962 i 1974. Posteriorment exercí d'entrenador.